# Strykowice Błotne
Strykowice Błotne albo Strykowice Dolne – wieś w Polsce położona w województwie mazowieckim, w powiecie zwoleńskim, w gminie Zwoleń. Ma status sołectwa.
| SIMC    | Nazwa           | Rodzaj    |
| ------- | --------------- | --------- |
| 0643347 | Klin            | część wsi |
| 0643353 | Nowe Strykowice | część wsi |

W latach 1975–1998 miejscowość administracyjnie należała do województwa radomskiego.
W Strykowicach Dolnych urodził się Florian Feliks Świeżyński (1870–1938), pułkownik lekarz Wojska Polskiego.
Wierni Kościoła rzymskokatolickiego należą do parafii Podwyższenia Krzyża Świętego w Zwoleniu.